# John Stagliano

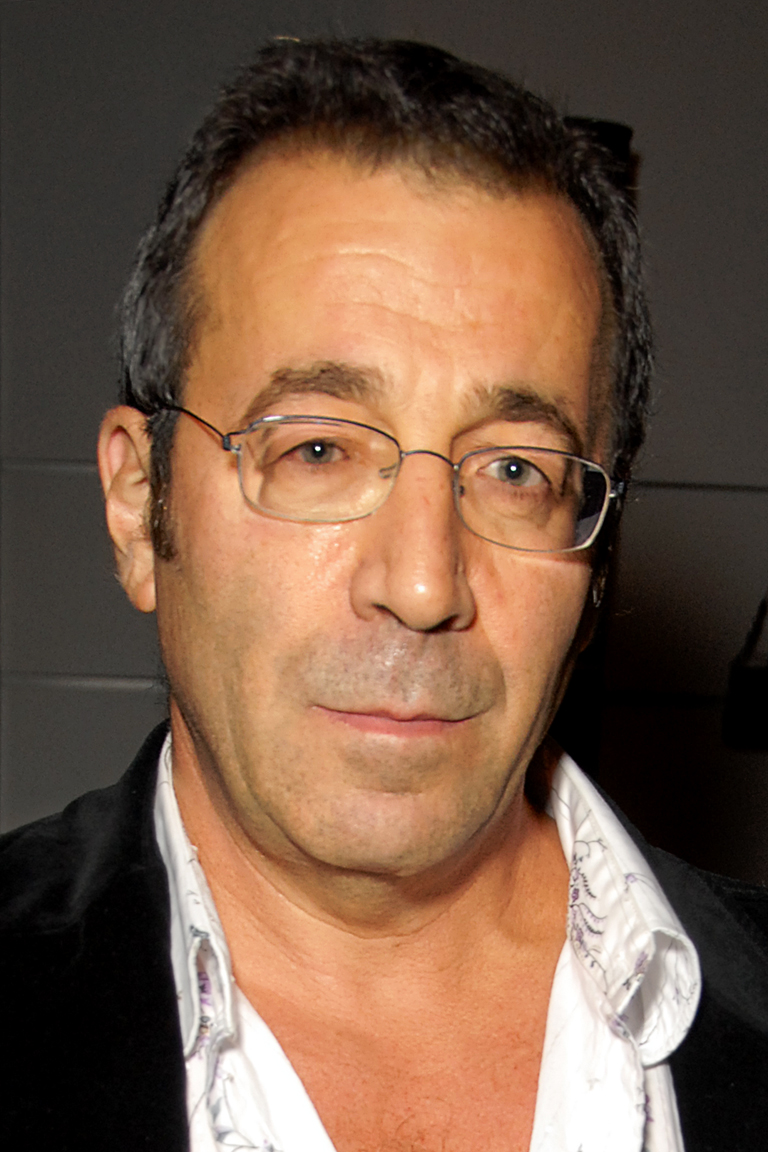
John Stagliano (2009)

John Stagliano (* 29. November 1951 in Chicago, Illinois) ist ein US-amerikanischer Pornodarsteller und -regisseur.

## Werdegang
Stagliano gründete 1989 die erste weltweit erfolgreiche Pornofilmproduktion Evil Angel Productions. Ab 1990 wurde er insbesondere durch seine Buttman-Serie bekannt, die auch Rocco Siffredi zum internationalen Durchbruch verhalf. Mit ihnen kreierte er das in der Pornoindustrie bis dahin unbekannte Genre des Gonzo. Einer seiner bekanntesten Filme ist das Werk The Fashionistas. 
1997 wurde Stagliano positiv auf HIV getestet. Er ist mit der ebenfalls HIV-positiven ehemaligen Pornodarstellerin Tricia Devereaux verheiratet. Beide haben zusammen eine Tochter. 2008 trat er in dem Dokumentarfilm 9to5 – Days in Porn von Jens Hoffmann auf.

## Auszeichnungen
- 1994: XRCO Award: Best Anal Sex Scene für Butt Banged Bicycle Babes
- 2002: XRCO Award: Director of the Year
- 2008: AVN Award: Best Director – Video für Fashionistas Safado: Berlin
- 2008: AVN Award: Best Editing – Video für Fashionistas Safado: Berlin
- John Stagliano wurde in die AVN Hall of Fame und in die XRCO Hall of Fame aufgenommen.